# Јоргос Кудас
Јоргос Кудас (грч. Γιώργος Κούδας; Солун, 23. новембар 1946) бивши је грчки фудбалер.

## Каријера

### Клуб
Рођен је у Ајос Павлосу, предграђу Солуна. Почео је да игра фудбал за солунски ПАОК у млађим категоријама. Играо је на позицији офанзивног везног. Дебитовао је у првом тиму у децембру 1963. године, са 17 година. Кудас је био познат по надимку Александар Велики, провео је целу своју фудбалску каријеру у ПАОК-у, уписавши чак 504 наступа у првенству Грчке од 1963. до 1984. године. Имао је укупно 607 наступа у свим такмичењима (рекорд свих времена у ПАОК-у). Освојио је два Купа Грчке са клубом, а у финалу купа 1972. постигао је оба гола пошто је ПАОК победио у финалу Панатинаикос са 2:1 и тако узео први трофеј у историји клуба.
Током лета 1966, Олимпијакос је безуспешно покушао да доведе Кудаса у своје редове али тадашњи председник ПАОК-а Јоргос Пантелакис никада није дао сагласност да се трансфер заврши. Наредне две сезоне Кудас је учествовао само у пријатељским утакмицама Олимпијакоса. У лето 1968. године вратио се у ПАОК и био један од предводника сјајног тима током седамдесетих година. Подстакнуто овим инцидентом, ривалство Олимпијакоса и ПАОК-а данас се сматра најжешћим међуградским фудбалским ривалством у Грчкој.
Повукао се са фудбалских терена 1984. године, у 37-ој години, после више од 20 година проведених у ПАОК-у.

### Репрезентација
За репрезентацију Грчке је одиграо 43 утакмице, постигао 4 гола, у периоду између 1967. и 1982. Био је члан грчке репрезентације која је први пут играла на једном великом такмичењу — Европско првенство 1980. године у Италији.
Након што се повукао, одиграо је последњи меч за национални тим у пријатељској утакмици против СР Југославије 20. септембра 1995. То га је учинило најстаријим грчким репрезентативцем у историји (48. година), само је Џорџ Веа био старији репрезентативац када је наступио за Либерију у септембру 2018. и тако оборио његов рекорд (у 51. години).

### Тренер
Кудас је имао кратку тренерску каријеру, био је на клупи Ираклиса и водио тим заједно са Костасом Аидиниоуом.

## Успеси
ПАОК
- Алфа Етники: 1975/76.
- Куп Грчке: 1971/72, 1973/74.